# 아사시오 (아사시오급 구축함)

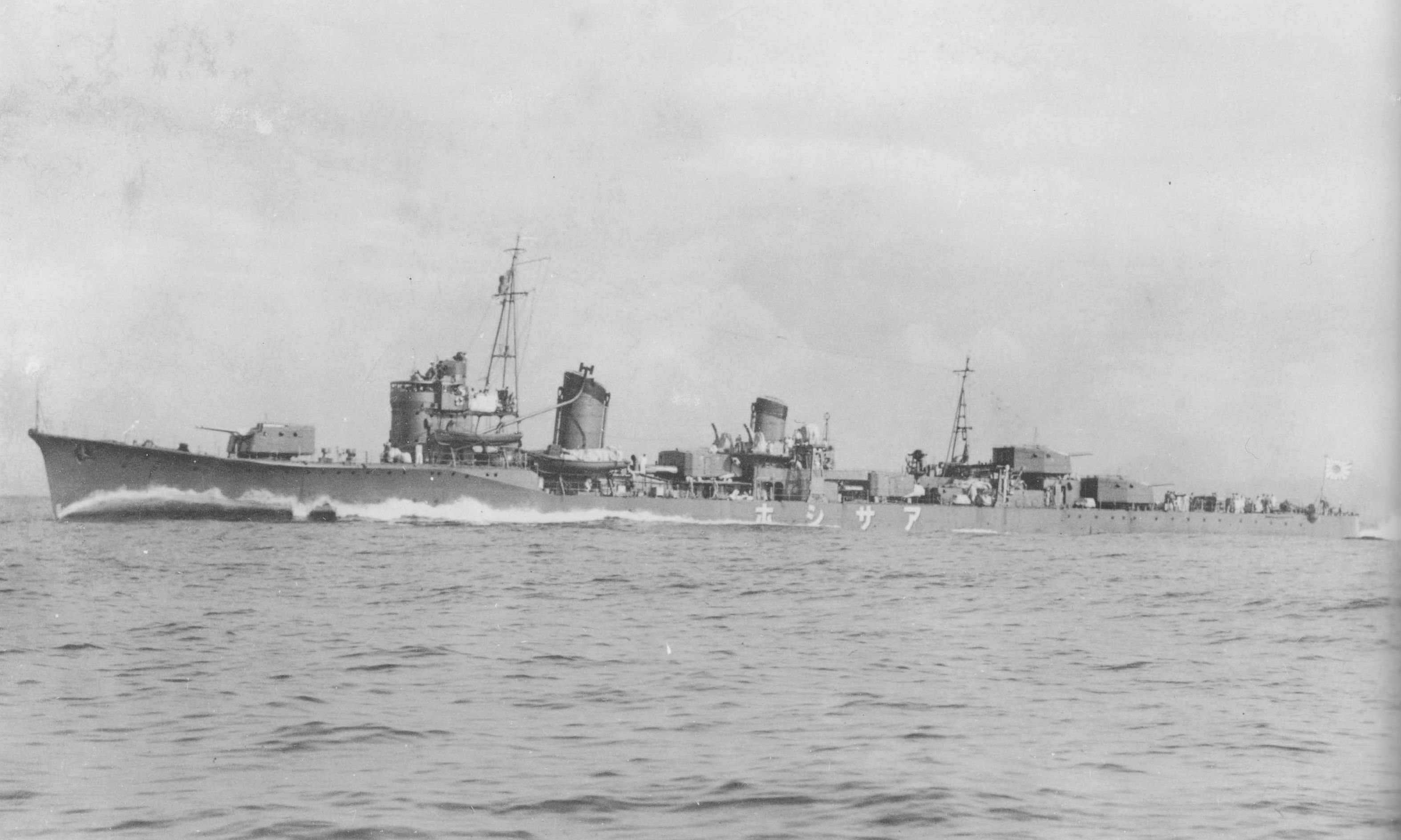

아사시오(朝潮)는 일본 제국 해군의 아사시오급 구축함 네임쉽이다. 사세보 해군공창에서 1935년 9월에 기공하여 1937년 8월에 준공했다. 마루 2계획으로 명명된 제2차 해군설비계획에선 시라츠유 class(白露型) 14척을 건조할 예정이었지만 런던 해군군축조약에 의해 완공된 4척은 폐기하고 남은 10척은 설계가 변경되어 아사시오급으로 건조되었다.

## 함력
처음엔 사세보 수비대에 속했다가 1937년 11월부터 12월에 걸쳐 중국방면에서 활동하다가 일본 귀환 시 터빈날개의 파손결함이 발견되어 동형함인 오오시오(大潮), 미치시오(滿潮), 아라시오(荒潮)와 함께 사세보공창에서 개조공사를 받게 된다.
1939년 11월 1일, 요코스카 수비대로 편입되 제8순양함으로 입적, 15일에는 제2함대 제2수뢰전대에 편입되어 중국방면으로 보내졌다. 태평양 전쟁이 시작되었을 때, 자매함인 오오시오, 미치시오, 아라시오와 함께 제8순양함대에 소속되어 말레이 제1차 상륙작전, 링가엔만 상륙작전을 지원했다. 1942년 1월부터 암본, 마카사르 공략작전, 발리 해전, 자와섬 공략작전에 참가했다. 4월 10일 제2함대 제4수뢰전대에 편입, 콜레히들 공략작전을 지원했다. 6월에는 미드웨이 해전에서 공략부대 지원대로 참가해 제7전대 호위를 맡았다. 함선 미쿠마의 승조원 구출시 손상을 입어 7월까지 사세보에서 수리를 받고 7월 14일, 요코스카 수비대 군함이 되었다. 10월 20일, 제8함대에 편입되어 라바울로 이동, 11월 1일부터 과달카날섬 운송작전에 3번 참가하였다. 11월의 제3차 솔로몬 해전 참가 후 부나 지원작전, 핀슈 공략작전에 임했다.
1943년 2월, 라에 운송작전에 참가, 3월 3일 라에로 운송도중 비스마르크해 해전이 일어난다. 크레틴 갑 남동쪽에서 미국, 오스트레일리아 공군의 공습을 받아 운송함대가 침몰되었다. 제8구축대 기함으로 참가해 첫 회와 두 번째 공습을 무사히 피했으나, 다시 40기 정도의 적기의 내습을 받아 항해불능상태에 빠져버렸다. 이 전투에서 오오시오, 아라시오가 침몰하고 요시이 고로(吉井五郞) 함장, 아라시오함장인 쿠보키 히데오(久保木英雄) 중좌가 전사한다. 아사시오는 서서히 기울었는데 당시 구축함대 사령관인 사토 야스오(佐藤康夫)대좌는 바닷속으로 가라앉는 아사시오함과 함께 운명을 같이했다. 같이 출진한 동형함 중 미치시오만이 유일하게 살아남았지만 후일 스리랑카 해전에서 침몰한다. 결국 이 전투에서 아사시오는 침몰하고 구조자를 포함해 299명이 사망했다.

## 성능/제원
- 기준배수량: 2,000 t
- 전장: 118 m
- 최대 폭: 10.4 m
- 출력: 50,000 hp
- 속도: 35 kt
- 항속력: 18 kt / 4,000 해리
- 무장: 12.7 cm 연장포 2문, 61 cm 4연장 어뢰발사관 2기
- 승무원: 226명
- 동형함: 오오시오(大潮) 및 8척